# Dionýz Ilkovič
Dionýz Ilkovič (* 18. Januar 1907 in Šarišský Štiavnik; † 3. August 1980 in Bratislava) war ein slowakischer Physikochemiker. Sein bekanntester Beitrag zur Wissenschaft war die Herleitung der nach ihm benannten Ilkovic-Gleichung, die es erlaubt, aus den bei der Polarographie fließenden Strömen Konzentrationen zu berechnen.

## Leben
1925 bis 1930 studierte Ilkovič Chemie und Physik an der Karls-Universität Prag. Ab 1930 arbeitete er im Labor von Jaroslav Heyrovský, dem Erfinder der Polarographie. 1934 veröffentlichte er – basierend auf theoretischen Überlegungen – die nach ihm benannte Gleichung; 1938 veröffentlichte er die Herleitung.
1934 wurde Ilkovič an der Karls-Universität Prag zum Professor ernannt, 1940 zog er nach Bratislava. Ilkovič war bis 1976 Professor an der Comenius-Universität Bratislava. Er hat sich um die Ausbildung von Physikern verdient gemacht, er war beispielsweise auch für das erste moderne slowakische Physiklehrbuch verantwortlich.